# Microcausta
Microcausta là một chi bướm đêm thuộc họ Crambidae.